# Grand Prix Abú Zabí 2019
Grand Prix Abú Zabí 2019 (oficiálně Formula 1 Etihad Airways Abu Dhabi Grand Prix 2019) se jela na okruhu Yas Marina, v emirátu Abú Zabí ve Spojených arabských emirátech dne 1. prosince 2019. Závod byl dvacátým-prvním a zároveň posledním v pořadí v sezóně 2019 šampionátu Formule 1.

## Kvalifikace
| Poř.                       | No. | Jezdec             | Konstruktér               | Časy v kvalifikaci | Časy v kvalifikaci | Časy v kvalifikaci | Pořadí na startu |
| Poř.                       | No. | Jezdec             | Konstruktér               | Q1                 | Q2                 | Q3                 | Pořadí na startu |
| -------------------------- | --- | ------------------ | ------------------------- | ------------------ | ------------------ | ------------------ | ---------------- |
| 1                          | 44  | Lewis Hamilton     | Mercedes                  | 1:35.851           | 1:35.634           | 1:34.779           | 1                |
| 2                          | 77  | Valtteri Bottas    | Mercedes                  | 1:36.200           | 1:35.674           | 1:34.973           | 20               |
| 3                          | 33  | Max Verstappen     | Red Bull Racing-Honda     | 1:36.390           | 1:36.275           | 1:35.139           | 2                |
| 4                          | 16  | Charles Leclerc    | Ferrari                   | 1:36.478           | 1:35.543           | 1:35.219           | 3                |
| 5                          | 5   | Sebastian Vettel   | Ferrari                   | 1:36.963           | 1:35.786           | 1:35.339           | 4                |
| 6                          | 23  | Alexander Albon    | Red Bull Racing-Honda     | 1:36.102           | 1:36.718           | 1:35.682           | 5                |
| 7                          | 4   | Lando Norris       | McLaren-Renault           | 1:37.545           | 1:36.764           | 1:36.436           | 6                |
| 8                          | 3   | Daniel Ricciardo   | Renault                   | 1:37.106           | 1:36.785           | 1:36.456           | 7                |
| 9                          | 55  | Carlos Sainz Jr.   | McLaren-Renault           | 1:37.358           | 1:36.308           | 1:36.459           | 8                |
| 10                         | 27  | Nico Hülkenberg    | Renault                   | 1:37.506           | 1:36.859           | 1:36.710           | 9                |
| 11                         | 11  | Sergio Pérez       | Racing Point-BWT Mercedes | 1:36.961           | 1:37.055           |                    | 10               |
| 12                         | 10  | Pierre Gasly       | Scuderia Toro Rosso-Honda | 1:37.198           | 1:37.089           |                    | 11               |
| 13                         | 18  | Lance Stroll       | Racing Point-BWT Mercedes | 1:37.528           | 1:37.103           |                    | 12               |
| 14                         | 26  | Daniil Kvjat       | Scuderia Toro Rosso-Honda | 1:37.683           | 1:37.141           |                    | 13               |
| 15                         | 20  | Kevin Magnussen    | Haas-Ferrari              | 1:37.710           | 1:37.254           |                    | 14               |
| 16                         | 8   | Romain Grosjean    | Haas-Ferrari              | 1:38.051           |                    |                    | 15               |
| 17                         | 99  | Antonio Giovinazzi | Alfa Romeo Racing-Ferrari | 1:38.114           |                    |                    | 16               |
| 18                         | 7   | Kimi Räikkönen     | Alfa Romeo Racing-Ferrari | 1:38.383           |                    |                    | 17               |
| 19                         | 63  | George Russell     | Williams-Mercedes         | 1:38.717           |                    |                    | 18               |
| 20                         | 88  | Robert Kubica      | Williams-Mercedes         | 1:39.236           |                    |                    | 19               |
| 107% času vítěze: 1:42.561 |     |                    |                           |                    |                    |                    |                  |
| Zdroj:                     |     |                    |                           |                    |                    |                    |                  |

Poznámky
1. ↑  Valtteri Bottas musel startovat na chvostu startovního roštu, za překročení počtu povolených pohonných jednotek.

## Závod
| Poř.                                                                | No. | Jezdec             | Konstruktér               | Počet kol | Čas/Odstoupení | Pořadí na startu | Body |
| ------------------------------------------------------------------- | --- | ------------------ | ------------------------- | --------- | -------------- | ---------------- | ---- |
| 1                                                                   | 44  | Lewis Hamilton     | Mercedes                  | 55        | 1:34:05.715    | 1                | 26   |
| 2                                                                   | 33  | Max Verstappen     | Red Bull Racing-Honda     | 55        | +16.772        | 2                | 18   |
| 3                                                                   | 16  | Charles Leclerc    | Ferrari                   | 55        | +43.435        | 3                | 15   |
| 4                                                                   | 77  | Valtteri Bottas    | Mercedes                  | 55        | +44.379        | 20               | 12   |
| 5                                                                   | 5   | Sebastian Vettel   | Ferrari                   | 55        | +1:04.357      | 4                | 10   |
| 6                                                                   | 23  | Alexander Albon    | Red Bull Racing-Honda     | 55        | +1:09.205      | 5                | 8    |
| 7                                                                   | 11  | Sergio Pérez       | Racing Point-BWT Mercedes | 54        | +1 kolo        | 10               | 6    |
| 8                                                                   | 4   | Lando Norris       | McLaren-Renault           | 54        | +1 kolo        | 6                | 4    |
| 9                                                                   | 26  | Daniil Kvjat       | Scuderia Toro Rosso-Honda | 54        | +1 kolo        | 13               | 2    |
| 10                                                                  | 55  | Carlos Sainz Jr.   | McLaren-Renault           | 54        | +1 kolo        | 8                | 1    |
| 11                                                                  | 3   | Daniel Ricciardo   | Renault                   | 54        | +1 kolo        | 7                |      |
| 12                                                                  | 27  | Nico Hülkenberg    | Renault                   | 54        | +1 kolo        | 9                |      |
| 13                                                                  | 7   | Kimi Räikkönen     | Alfa Romeo Racing-Ferrari | 54        | +1 kolo        | 17               |      |
| 14                                                                  | 20  | Kevin Magnussen    | Haas-Ferrari              | 54        | +1 kolo        | 14               |      |
| 15                                                                  | 8   | Romain Grosjean    | Haas-Ferrari              | 54        | +1 kolo        | 15               |      |
| 16                                                                  | 99  | Antonio Giovinazzi | Alfa Romeo Racing-Ferrari | 54        | +1 kolo        | 16               |      |
| 17                                                                  | 63  | George Russell     | Williams-Mercedes         | 54        | +1 kolo        | 18               |      |
| 18                                                                  | 10  | Pierre Gasly       | Scuderia Toro Rosso-Honda | 53        | +2 kola        | 11               |      |
| 19                                                                  | 88  | Robert Kubica      | Williams-Mercedes         | 53        | +2 kola        | 19               |      |
| Ret                                                                 | 18  | Lance Stroll       | Racing Point-BWT Mercedes | 45        | Brzdy          | 12               |      |
| Nejrychlejší kolo: Lewis Hamilton (Mercedes) – 1:39.283 (v kole 53) |     |                    |                           |           |                |                  |      |
| Zdroj:                                                              |     |                    |                           |           |                |                  |      |

Poznámky
1. ↑  Lewis Hamilton získal jeden bod za zajetí nejrychlejšího kola.

## Konečné pořadí šampionátu
- Tučně je vyznačen jezdec a tým, který získal titul v Poháru jezdců nebo konstruktérů.

Pohár jezdců
|        | Pořadí | Jezdec           | Body |
| ------ | ------ | ---------------- | ---- |
|        | 1      | Lewis Hamilton   | 413  |
|        | 2      | Valtteri Bottas  | 326  |
|        | 4      | Max Verstappen   | 278  |
|        | 3      | Charles Leclerc  | 264  |
|        | 5      | Sebastian Vettel | 240  |
| Zdroj: |        |                  |      |

Pohár konstruktérů
|        | Pořadí | Konstruktér           | Body |
| ------ | ------ | --------------------- | ---- |
|        | 1      | Mercedes              | 739  |
|        | 2      | Ferrari               | 504  |
|        | 3      | Red Bull Racing-Honda | 417  |
|        | 4      | McLaren-Renault       | 145  |
|        | 5      | Renault               | 91   |
| Zdroj: |        |                       |      |